# フリードリヒ・クーラウ
ダニエル・フリードリヒ・クーラウ（Daniel Friedrich Rudolph Kuhlau, 1786年9月11日 - 1832年3月12日）は、ドイツ生まれの作曲家。後にデンマークの首都コペンハーゲンに移住した。
フルートの作品を数多く作曲し、同時代の作曲家ベートーヴェンに作風が似ていたため「フルートのベートーヴェン」と呼ばれることもある。
「ピアノのためのソナチネ」は、ピアノ学習者により演奏される機会が多い。日本の楽譜出版社から出ている『ソナチネアルバム』で、クーラウの曲は作品20の3曲（第1番 - 第3番）と作品55の6曲（第1番 - 第6番）、作品88では4曲のうち2曲（第1番、第2番）が採用される。Op. 20-1（作品20-1）はソナチネ・アルバム第1巻の冒頭に収録された作品ということもあり、ピアノ学習者には耳に馴染みが深いが、Op. 55-3以降はかなり長くなり、子供の演奏者にはかなりの集中力を要求する。第2巻に収録されている作品88の4つのソナチネは上記の2曲のみで、他では第3番イ短調、第4番ヘ長調も存在する。その他にもクーラウのソナチネは作品59（3曲）、作品60（3曲）、連弾ソナチネ作品44（3曲）が残されている。

## 生涯
- 1786年 - ハノーファー選帝侯領（現ドイツ）のユルツェン（Uelzen）で生まれる。
- 1793年 - 幼年時代の外出時に転倒し、所持していた瓶の破片で片目を失明。
- 1810年 - コペンハーゲンに移住。
- 1825年 - ウィーンにベートーヴェンを訪ねる。
- 1832年 - コペンハーゲンにて死去。